# Chang'eprogrammet
För andra betydelser, se Chang'e (olika betydelser).

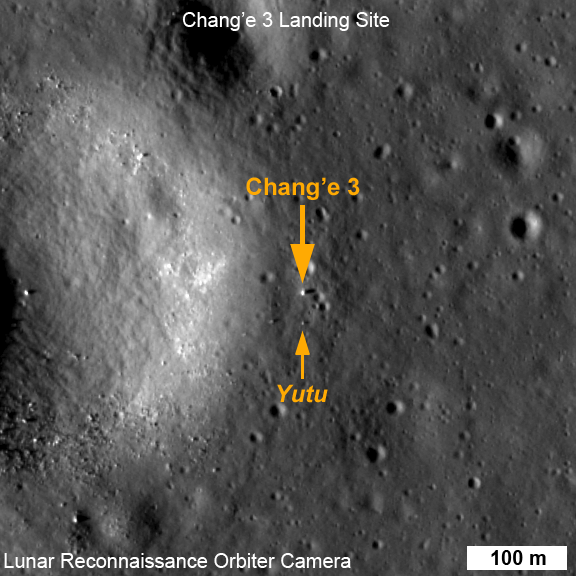
Vy över Chang'e 3s landningsplats på månen. Den stora pilen markerar landningsmodulen och den lilla pilen markerar rovern Yutu.

Chang'eprogrammet eller Kinesiska månutforskningsprogrammet eller CLEP (中国探月; Zhōngguó tànyuè) är ett kinesiskt program med en serie obemannade uppdrag för att utforska månen.
Namnet Chang'e kommer från den kinesiska mytologiska mångudinnan Chang'e som flög till månen.

## Programmets faser
Chang'eprogrammet är uppdelat i tre olika faser där fas ett syftar till att utforska månen från omloppsbana. Under fas två fortsätter utforskningen med landning på månen och landsättning av rover. Under tredje fasen ska fysiska prover hämtas hem från månen till jorden. Varje fas innehåller två uppskjutningar där den andra är backup för den första.

### Fas ett: Kretsare

#### Chang'e 1
Chang'e 1 var Kinas första månsond och sköts upp 24 oktober 2007 från Xichangs satellituppskjutningscenter med raketen Chang Zheng 3A. Chang'e 1 låg i omloppsbana runt månen i ett år och fyra månader. Uppdraget gav en högupplöst karta över månen och data om den kemiska sammansättningen av månens yta.

#### Chang'e 2
Chang'e 2 sköts upp 1 oktober 2010 från Xichangs satellituppskjutningscenter med raketen Chang Zheng 3C. Dess uppdrag var liknande som Chang'e 1 fast med mer avancerad utrustning. I juni 2011 lämnade Chang'e 2 omloppsbanan runt månen.

### Fas två: Landare och strövare

#### Chang'e 3
Chang'e 3 sköts upp 1 december 2013 från Xichangs satellituppskjutningscenter med raketen Chang Zheng 3B. Nyttolasten innehåll en landningsmodul och rovern Yutu. 14 december 2013 landade Chang'e 3 i Mare Imbrium på månen, och landsatte även Yutu. Under fyra veckor utforskade Yutu månens yta tills att den drabbades av tekniska problem.

#### Chang'e 4
Chang'e 4 har försenats till 2018, och fått en ändrad uppdragsbeskrivning efter det lyckade uppdraget med Chang'e 3. Chang'e 4 är nu planerad att landa på månens baksida.

### Fas tre

#### Chang'e 5-T1
Chang'e 5-T1 sköts upp 23 oktober 2014 från Xichangs satellituppskjutningscenter med raketen Long March 3C. Uppdraget var att prova tekniker som kommer att användas av Chang'e 5. De viktigaste testerna gällde att prova återvändningsmodulen i verklig miljö.

#### Chang'e 5
Chang'e 5 ska hämta hem materialprover från månens yta. Farkosten sköts upp den 23 november 2020.

### Sista fasen: Robotbas och -forskningsstation
Sista fasen 

#### Chang'e 6
Chang'e 6 var från början planerad som backup för Chang'e 5.  Den är nu tänkt att undersöka Aitkenbasängen vid månens sydpol och ta prover som ska skickas till jorden för analys. Planerad uppskjutning är 2025.

#### Chang'e 7
Chang'e 7 förväntas lyfta från jorden under år 2026. Ombord ska finnas en kretsare, en reläsatellit, en landare och en flygfarkost som ska utforska månens sydpol vidare.

#### Chang'e 8
Chang'e 8 är planerad till 2028 och ska fokusera på experiment som 3D-utskrifter och möjligheten att använda material på månen för att stödja en framtida forskningsbas. Det kan även innehålla en flygfarkost och en strövare med landaren. Det ska även finnas ett slutet ekosystem ombord. Tanken är att uppdraget ska genomföra tester som krävs inför en framtida etablering av människor på månens yta. 

## Bemannade månfärder
Efter Chang'e 8 är det tänkt att Kina ska inleda bemannade rymdfärder till månens sydpol. En preliminär plan för detta presenterades 12 juli. Kina planerar att använda den kommande raketen Chang Zheng 10 för att skicka upp besättning, rymdfarkost och landare. Farkosten som tar besättningen till och från månen kommer att väga runt 26 ton. Landaren kommer att ha ungefär samma vikt. Ombord kan det även finnas en störvare för att transportera rymdfararna på månens yta. Vikten för en sådan får inte överskrida 200 kg. Den är tänkt att kunna färdas upp till 10 km. Kina planerar att första resan ska ske senast år 2030.
Runt år 2035 planerar Kina att etablera en fast rymdbas vid månens sydpol. Eventuellt i samarbete med Ryssland.  Även Venezuela är intresserade av att delta i utvecklingen av månbasen.